# Reazione di Heck
La reazione di Heck (o di Mizoroki-Heck) è la reazione chimica tra un alogenuro alchilico insaturo (o il corrispondente triflato) e un alchene in presenza di una base forte e di un catalizzatore a base di palladio. Deve il suo nome a Richard Heck (Premio Nobel per la chimica 2010) e Tsutomu Mizoroki.
All'americano Richard F. Heck insieme ai giapponesi Ei-ichi Negishi e Akira Suzuki è stato assegnato il premio Nobel 2010 "per lo sviluppo di metodi innovativi e più efficienti per unire gli atomi di carbonio e sintetizzare molecole complesse". Il metodo da loro sviluppato ha avuto diverse applicazioni per la realizzazione di farmaci, oltre che nel campo dell'elettronica.
Le prime reazioni di cross-coupling (meccanismo molecolare di questa reazione) condotte utilizzando il palladio come catalizzatore sono state sviluppate dall'italiano Luigi Cassar con cui collaborò anche Heck, tanto che alcune reazioni sono citate in certi testi come "di Heck-Cassar".
La reazione è condotta in presenza di un composto di organopalladio. L'alogenuro (bromuro o cloruro) o il triflato è un composto arilico, benzilico  o vinilico; l'alchene presenta almeno un idrogeno in posizione vinilica ed è spesso un composto elettron-povero (un acrilato, un estere, l'acrilonitrile). Il catalizzatore può essere il tetracis(trifenilfosfina)palladio(0), cloruro di palladio o acetato di palladio. Il ligando è trifenilfosfina o BINAP. La base è trietilammina, carbonato di potassio o acetato di sodio.
Questa reazione permette di sostituire l'atomo di idrogeno in posizione vinilica dell'alchene (ovvero direttamente legato ad uno degli atomi di carbonio impegnati nel doppio legame) con il residuo R dell'alogenuro, mediante eliminazione di uno ione idruro.
La reazione di Heck si basa su due proprietà particolari del palladio.
1. Il palladio possiede orbitali d vuoti elettron-accettori. Se un alchene, che è un sistema elettron-ricco, viene trattato con del palladio, tale metallo impoverisce di densità elettronica il doppio legame, rendendolo più suscettibile a reagire con nucleofili anziché con elettrofili.
2. Trattando un alogenuro alchilico con un complesso di Pd0 (in generale PdL4) viene generato un reattivo molto simile a un reattivo di Grignard. In generale la reazione è la seguente:

{\displaystyle {\ce {PdL4 + RX -> RPdL2X}}}
La catena alchilica R reca una parziale carica negativa, poiché il palladio è meno elettronegativo del carbonio.
La combinazione di queste due proprietà dà origine alla reazione di Heck, che consiste nel fare reagire un alchene con un reattivo del palladio del tipo RPdL2X, in una reazione come la seguente:
{\displaystyle {\ce {CH3CH=C(CH3)2 + RPdL2X -> CH3CR=C(CH3)2 + HPdL2X}}}
L'alchene, attivato dalla coordinazione col palladio, reagisce con la catena R- legata al reattivo del palladio, che si addiziona al carbonio meno impedito stericamente (quello con l'idrogeno) espellendo uno ione idruro, il quale formerà l'acido alogenidrico HX e rimarrà legato al complesso del palladio. È possibile liberare il complesso del palladio dalla presenza dell'acido mediante un lavaggio con una base.
L'importanza della reazione di Heck è data dal fatto che in circostanze normali non è possibile intervenire sugli idrogeni di un alchene: essa permette invece la loro sostituzione con una qualsiasi catena R-, ampliando notevolmente la chimica degli alcheni.